# Tharrhalea albipes
Tharrhalea albipes là một loài nhện trong họ Thomisidae.
Loài này thuộc chi Tharrhalea. Tharrhalea albipes được Ludwig Carl Christian Koch miêu tả năm 1875.